# 243546 Fengchuanliu
243546 Fengchuanliu è un asteroide della fascia principale. Scoperto nel 2010, presenta un'orbita caratterizzata da un semiasse maggiore pari a 3,0256076 UA e da un'eccentricità di 0,1195287, inclinata di 16,24058° rispetto all'eclittica.
L'asteroide è dedicato al fisico Fengchuan Liu.